# Brave and Crazy
Brave and Crazy è il secondo album discografico in studio della cantautrice statunitense Melissa Etheridge, pubblicato nel 1989.

## Tracce
1. No Souvenirs – 4:33
2. Brave and Crazy – 4:37
3. You Used to Love to Dance – 5:33
4. The Angels – 4:38
5. You Can Sleep While I Drive – 3:14
6. Testify – 4:28
7. Let Me Go – 3:56
8. My Back Door – 4:24
9. Skin Deep – 3:10
10. Royal Station 4/16 – 7:08